# Prințesa Maria Anna de Saxonia (1799–1832)
Maria Anna de Saxonia, Mare Ducesă de Toscana (15 noiembrie 1799 – 24 martie 1832), a fost prințesă saxonă. Prin căsătoria cu Leopold al II-lea, Mare Duce de Toscana a devenit Mare Ducesă de Toscana.

## Primii ani
Maria Anna s-a născut la Dresda la 15 noiembrie 1799 și a fost a treia fiică a Prințului Maximilian de Saxonia și a primei soții a acestuia, Prințesa Caroline de Parma. Mama ei a murit în 1804; tatăl s-a recăsătorit 21 de ani mai târziu însă din această căsătorie nu au rezultat copii. Prințul Maximilian a renunțat la drepturile sale asupra succesiunii tronului în favoarea fiului său cel mare, Frederic Augustus și a murit în 1838.
Maria Anna a avut șase frați, cei mai mulți dintre ei au făcut căsătorii bune. Sora ei mai mare a fost Prințesa Amalie, o compozitoare notabilă. Cealaltă soră mai mare, Prințesa Maria Ferdinanda, a devenit Mare Ducesă de Toscana. Următorul frate a devenit în 1836 regele Frederic Augustus al II-lea al Saxoniei. Celălalt frate a fost Prințul Klemens care a murit la vârsta de 24 de ani. Frații mai mici au fost: Ioan care a devenit rege al Saxoniei și Maria Josepha care a devenit regină a Spaniei.

## Căsătorie și copii
Nepoata soțului ei, Arhiducesa Luise de Austria, a descris-o pe Maria Anna ca "o fată extrem de nervoasă care era îngrozită de ideea de a se întâlni cu mirele ei necunoscut așa că a refuzat să părăsească Dredsa fără a fi însoțită de sora ei" Prințesa Maria Ferdinanda de Saxonia.
Cum sora ei a acceptat s-o însoțească, Maria Anna s-a căsătorit la 16 noiembrie 1817 cu viitorul Leopold al II-lea, Mare Duce de Toscana, fiu al lui Ferdinand al III-lea, Mare Duce de Toscana și al Prințesei Luisa a celor Două Sicilii.  În timpul ceremoniilor, socrul ei, Ferdinand s-a simțit atras de sora ei Maria Ferdinanda cu care mai târziu s-a și căsătorit. Astfel, Maria Ferdinanda a devenit soacra surorii sale.
Cuplul a avut trei copii:
- Caroline de Austria (1822–1841)
- Auguste Ferdinande de Austria (1825–1864)
- Maximiliana de Austria (1827–1834)

Maria Anna a murit la Pisa la 24 martie 1832 la vârsta de 32 de ani. Soțul ei s-a recăsătorit cu Prințesa Maria Antonia a celor Două Sicilii.